# جورج آموس دورسي
جورج آموس دورسي (بالإنجليزية: George Amos Dorsey)‏ هو عالم إنسان أمريكي، ولد في 6 فبراير 1868 في هيبرون في الولايات المتحدة، وتوفي في 29 مارس 1931 في نيويورك في الولايات المتحدة.

## وصلات خارجية
- جورج آموس دورسي على موقع الموسوعة البريطانية (الإنجليزية)